# Ruschia pungens
Ruschia pungens är en isörtsväxtart som först beskrevs av Alwin Berger, och fick sitt nu gällande namn av Hans Jacobsen. Ruschia pungens ingår i släktet Ruschia och familjen isörtsväxter. Inga underarter finns listade i Catalogue of Life.

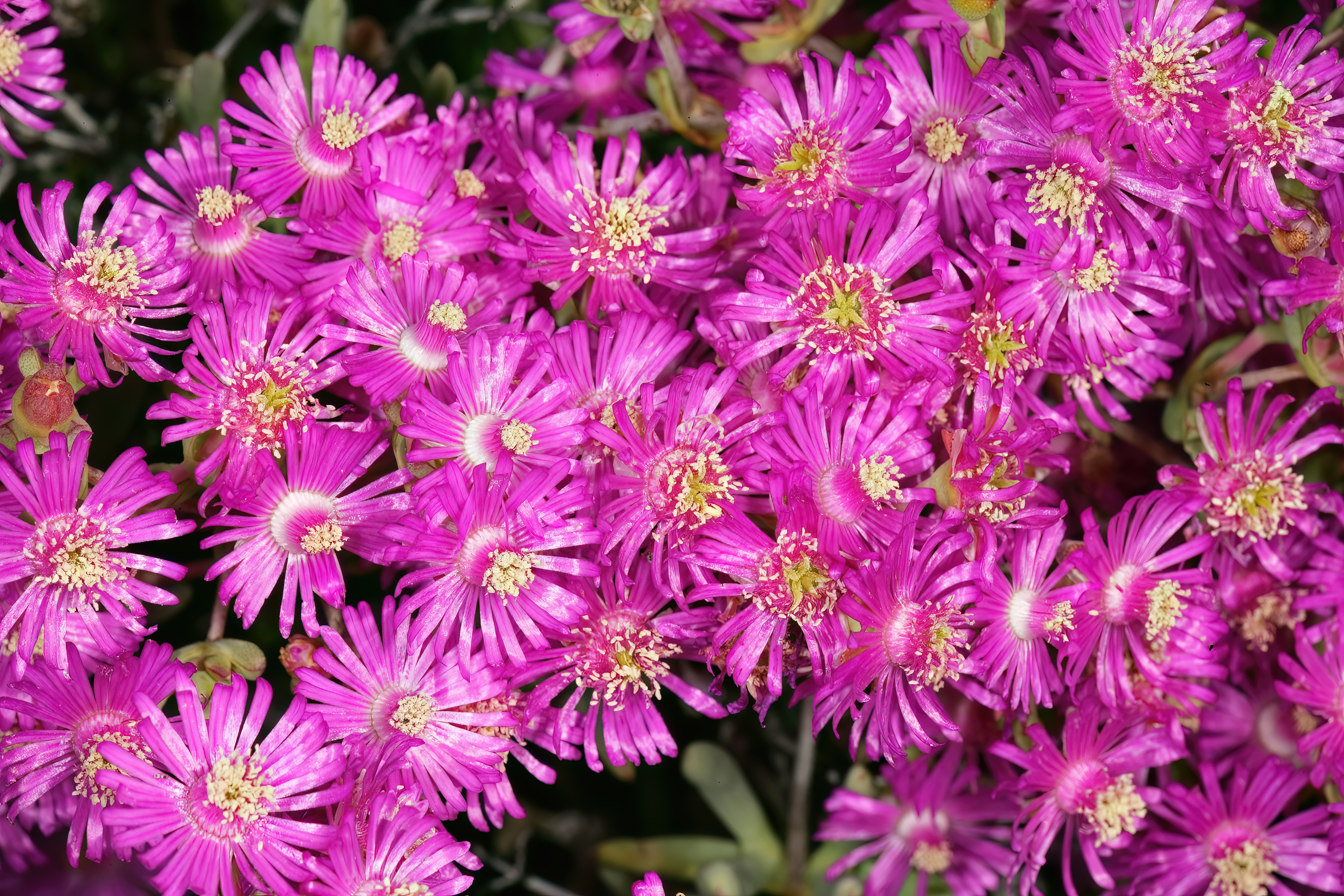
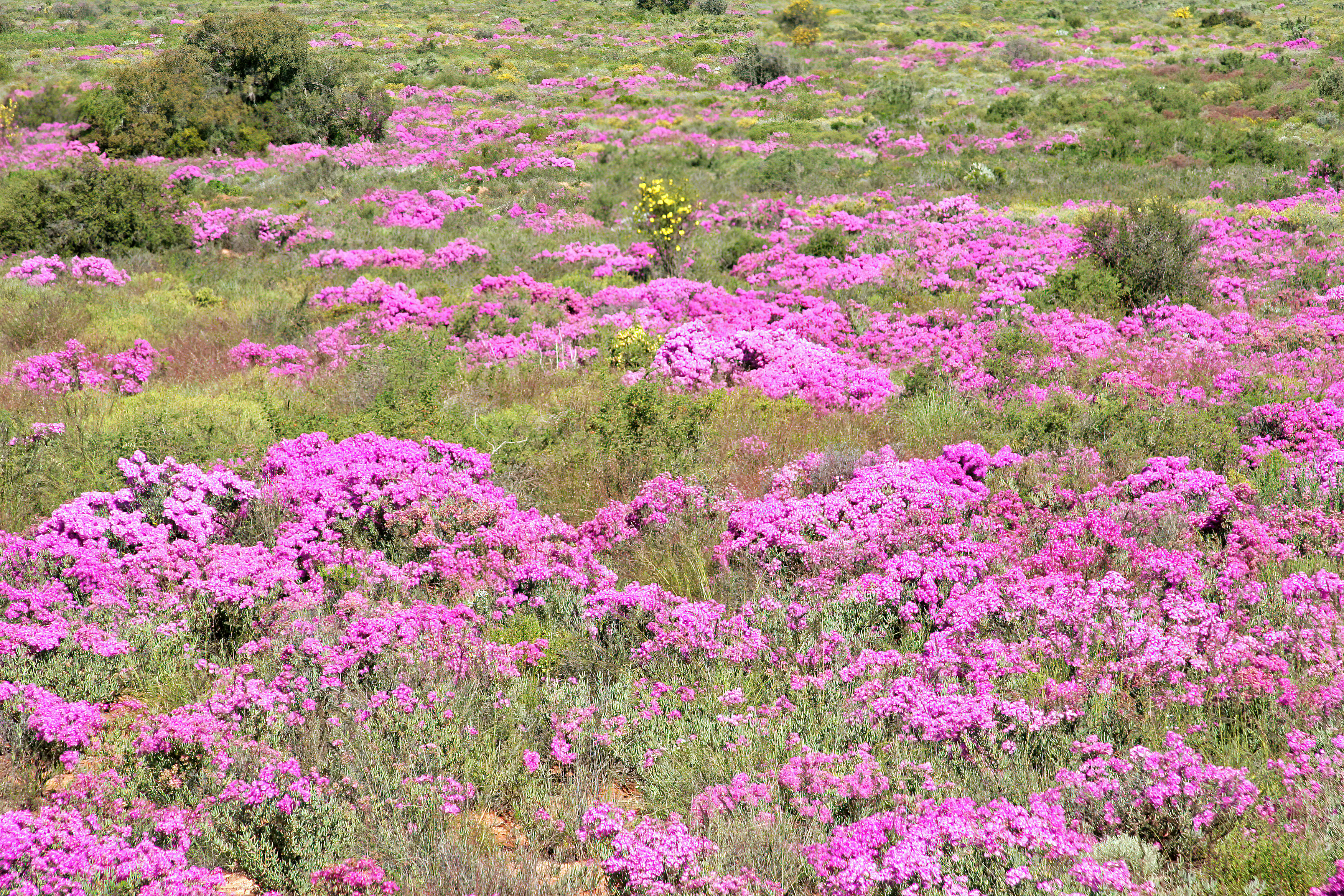
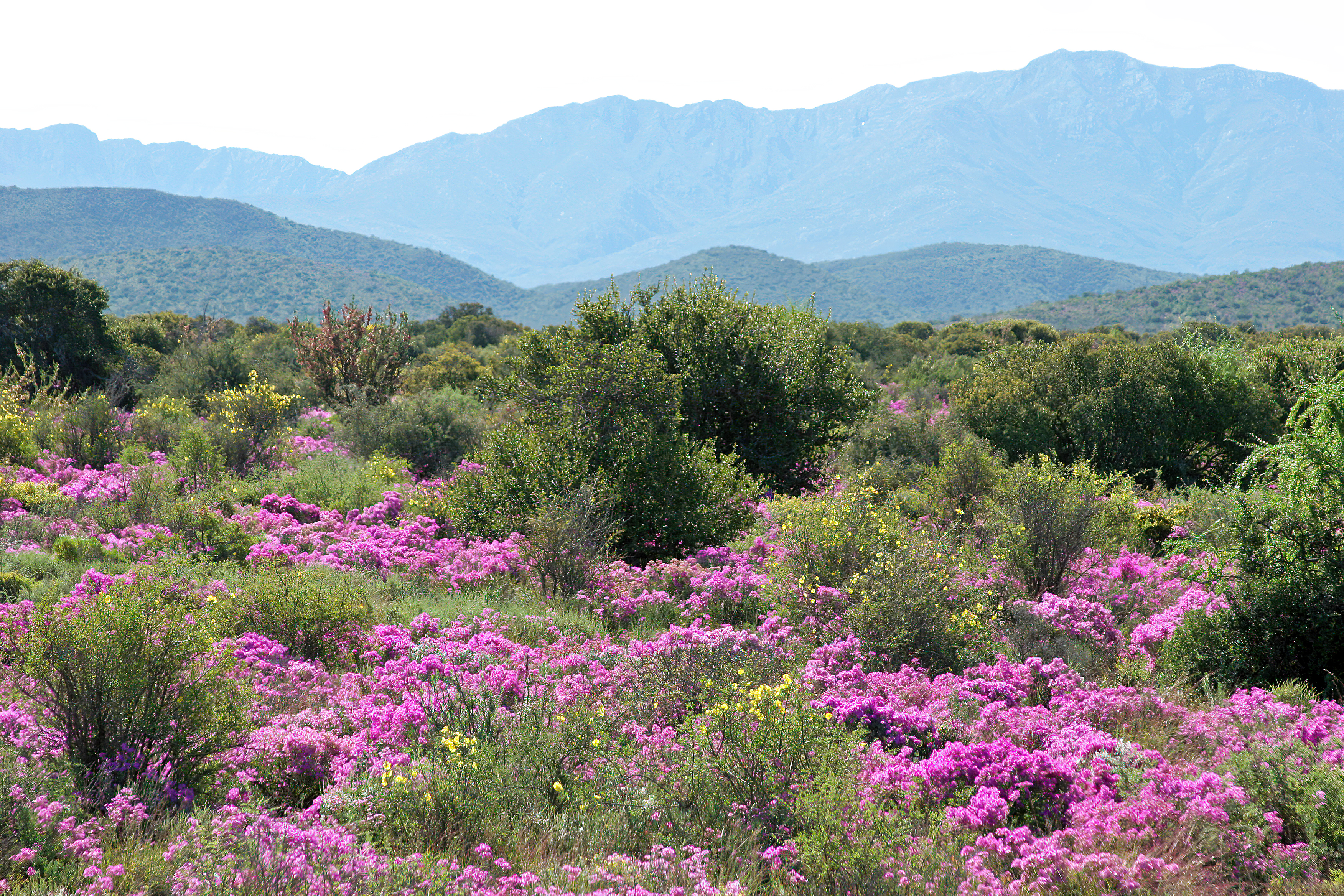